# Detta har hänt
Detta har hänt (DHH) var ett satiriskt program i SVT, som sändes under perioden 18 oktober 1996–6 november 1998, och var uppbyggt som en nyhetssändning. Carina Lidbom och Dan Ekborg spelade från början programledare. Senare tog Erik Blix över som nyhetsankaret Gustaf Cederblad Skugge och Anna Mannheimer som studioreportern Jutta Wägner.

## Medverkande i urval
- Erik Blix
- Bengt Bauler
- Dan Ekborg
- Henrik Hjelt
- Ulf Kvensler
- Carina Lidbom
- Ulrika Malmgren
- Katta Pålsson
- Olle Sarri
- Lasse Sundholm
- Johan Ulveson
- Cyril Holm
- Anders "Ankan" Parmström
- Mikael Tornving
- Johan Wahlström
- Mikaela Ramel
- Anna Mannheimer
- Fredrik Lindström
- Henrik Dorsin
- Kjell Sundvall
- Ulf Brunnberg
- Kajsa Ingemarsson
- Gunilla RöörM
- Cecilia Ljung
- Urban Bergsten
- Daniel Moll
- Iwa Boman
- Babben Larsson
- Mattias Kronnebäck
- Rolf Lundström
- Lasse Sundholm
- Mikael Syrén
- Mario Vitta
- Sten Wennerström
- Christer Wiklund

### Fotnoter
1. ↑  ”Detta har hänt”. Svensk mediedatabas. 18 oktober 1996. https://smdb.kb.se/catalog/id/001741114. Läst 1 april 2011.
2. ↑  ”Detta har hänt”. Svensk mediedatabas. 6 november 1998. https://smdb.kb.se/catalog/id/001749688. Läst 1 april 2011.